# Josh Frydenberg
Joshua Anthony "Josh" Frydenberg, né le 17 juillet 1971 à Melbourne, est un homme politique Australien, chef adjoint du Parti libéral depuis 2018.
De 2010 à 2022, il est membre de la Chambre des représentants pour le siège de Kooyong. Il a aussi eu plusieurs fonctions ministérielles dans le Gouvernement Abbott à partir de 2013, avant d'être nommé Ministre des Ressources, de l'Énergie et de l'Australie du nord puis ministre de l'Environnement et de l'Énergie dans le Gouvernement Turnbull.
De 2018 à 2022, il est ministre des Finances au sein des gouvernements Morrison I et II.

## Enfance & éducation
Frydenberg est né à Melbourne dans une famille juive. Sa mère est psychologue et professeur à l'Université de Melbourne ; son père est chirurgien général. 
Il est scolarisé au Bialik College et au Mont Scopus Memorial College. 
Frydenberg étudie et obtient un baccalauréat spécialisé en droit et en économie à l'Université Monash avant de travailler chez Mallesons Stephen Jaques, une grande entreprise australienne spécialisée dans le droit commercial de l'entreprise. Par la suite, il est à l'Université d'Oxford où il obtient un master en Relations Internationales (en 1998) grâce à une bourse du Commonwealth. Frydenberg obtient également une Maîtrise en Administration Publique à l'Université Harvard.

## Carrière
En 1999, Frydenberg travaille comme assistant conseiller de l' vocat Général Daryl Williams , avant de devenir conseiller du Ministre des Affaires Étrangères, Alexander Downer, poste qu'il occupe jusqu'en 2003. De 2003 à 2005, il est conseiller politique du Premier Ministre John Howard, spécialisé dans les questions de sécurité intérieure, de la protection des frontières, de justice et des relations industrielles. En 2005, il occupe un poste en tant que Directeur de Global Banking auprès de la Deutsche Bank dans la société Melbourne bureau.

### Candidatures aux élections fédérales et postes de ministre
En 2006 Frydenberg annonce vouloir se présenter comme candidat aux élections pour un siège à Kooyong dans la banlieue est de Melbourne, mais est battu aux primaires.
À l'élection fédérale de 2013, Frydenberg, est réélu. Il prête serment en tant que Secrétaire Parlementaire du Premier Ministre, le 18 septembre 2013. Le 23 décembre 2014, Frydenberg devient ministre adjoint des finances dans un remaniement ministériel et remplace Arthur Sinodinos, démissionnaire en raison de retards dans les enquêtes de l'ICAC contre la corruption,
En septembre 2015 Malcolm Turnbull devient Premier Ministre, et Frydenberg est nommé Ministre des Ressources, de l'Énergie et ministre de l'intérieur dans le Premier gouvernement Turnbull. En février 2016, il perd sa responsabilité de ministre de l'intérieur lors d'un réarrangement ministériel.
En 2015, il déclare avoir changé de position concernant le mariage entre personnes de même sexe et soutient publiquement l'égalité du mariage. En juin, il fait l'objet d'une attaque antisémite sur Twitter qui lui attire une large couverture médiatique.
Avec la réélection du gouvernement Turnbull en 2016, Frydenberg est à nouveau ministre de l'Environnement et de l'Énergie cette fois dans le second gouvernement Turnbull.
Il devient ministre des Finances en 2018, et est réélu en 2019 en tant que député.
Il se représente aux élections fédérales australiennes de 2022 contre Monique Ryan, une candidate indépendante du groupe des «  sarcelles », dans ce qu'il considère être le combat le plus important de sa vie politique. Il perd son siège de député le 21 mai 2022 et son poste de ministre des Finances le 23 mai, à la suite de la défaite de son parti lors de ces élections.